# 米蘭達市 (卡拉波波州)

米蘭達市（西班牙語：Municipio Miranda），是委內瑞拉的一個市，位於該國北部卡拉波波州，首府設於米蘭達，面積161平方公里，2007年人口27,609，人口密度為每平方公里170人。